# يوهان فريدريك فون براندت
جون فريدريك فون براندت (25 مايو 1802 -15 يوليو 1879) عالم ألماني تخصص في التاريخ الطبيعي.ولد في جوتربق والتحق بمدرسة جمنازيوم في ويتنبرق ثم جامعة هومبولدت في برلين.ثم أصبح رئيس قسم علوم الحيوان في الأكاديمية الروسية للعلوم سنة 1830.حيث بدأ نشر أوراقه العلمية باللغة الروسية.والتقى فيها بجموع العلماء والمستكشفين الروس أمثال نيكولاي سيفرتزوف ونيكولاي برزفلسكي وألكسندر مدندروف وليوبولد شرينك وقوستاف رادي.حيث ساعدهم في وصف مكتشفاتهم التي عثروا عليهم أثناء سبرهم سواحل المحيط الهادي لأمريكا الشمالية وتوثيقها علميا.كما بحث براندت في علم الحشرات وتخصص في الخنفسائيات ودود الألفية.وساهم في التصنيف العلمي حيث أوجد أصنوفة سماها الأرنبيات.توفي سنة 1879 في ميركول بمقاطعة إستلاند.واختصار اسمه في الاسم العلمي هو براندت.